# Ramones Museum Berlin
Ramones Museum Berlin je muzeum věnované památce americké punkové skupiny Ramones sídlící v berlínské části Berlín-Střed na Krausnickstraße. Muzeum bylo otevřeno 15. září 2005, tehdy ještě na Kreuzbergu, a je jediným muzeem této skupiny na světě. Uchovává více než 300 exponátů z let 1975–1996 (fotky, plakáty, oblečení a jiné).
Výstava je umístěna ve dvou sklepních místnostech. Jedna dokumentuje období 1975 až 1985, druhá 1985 až 1996. Nejmladšími exponáty jsou kusy z posledního koncertu skupiny v srpnu 1996. 
Muzeum na Kreuzbergu bylo v podnájmu u rockové skupiny EL*KE. V listopadu 2007 muselo být uzavřeno kvůli vysokému nájmu. 8. října 2008 bylo otevřeno na novém místě a spojeno s Café Mania.